# 司马喜 (西汉)
司马喜（?—?），又作司馬僖，西汉皮氏县人。

## 生平
是司马迁的祖父，司马谈的父亲，司马无泽之子，为汉朝的五大夫，死后葬于高门。未央宮出土「司馬喜章」封泥，具印面特徵推斷為文景時期遺物，發掘者認為可能即司馬遷祖父之私章。